# Courtney Upshaw
Courtney Upshaw (urodzony 13 grudnia 1989 roku w Eufaula w stanie Alabama) – amerykański zawodnik futbolu amerykańskiego, grający na pozycji linebackera. W rozgrywkach akademickich NCAA występował w drużynie University of Alabama.
W roku 2012 przystąpił do draftu NFL. Został wybrany w drugiej rundzie (35. wybór) przez zespół Baltimore Ravens. 10 maja 2012 roku zawodnik podpisał z nimi 4-letni kontrakt.
Dwukrotnie (w sezonach 2009, 2011) drużyna, w której występował wygrała mecz BCS National Championship, zostając mistrzem Stanów Zjednoczonych w rozgrywkach akademickich. W drugim z tych meczów Upshaw został wybrany MVP formacji defensywnej.